# شلاوتر (دهانه)
شلاوتر یک دهانه برخوردی در ماه‌ است.